# Melitaea ziegleri
Melitaea ziegleri är en fjärilsart som beskrevs av Hans Ferdinand Emil Julius Stichel 1900. Melitaea ziegleri ingår i släktet Melitaea och familjen praktfjärilar. Inga underarter finns listade i Catalogue of Life.